# Style rustique

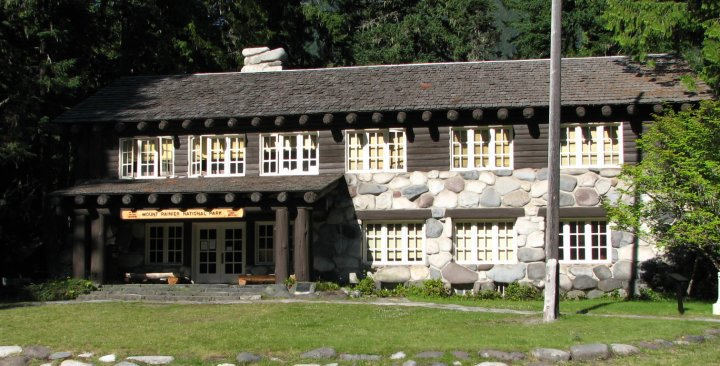
Un bâtiment administratif de style rustique dans le parc national du mont Rainier.

Le style rustique est un style architectural utilisé pour concevoir des édifices publics dans des sites reculés des États-Unis au début et au milieu du XXe siècle. Dans les aires protégées relevant du National Park Service, où il a notamment été employé pour des lodges et des stations de rangers, l'architecture qui l'emploie est parfois appelée parkitecture. Ce style fait un usage important de poutres en bois apparentes.